# Psaume 90 (89)

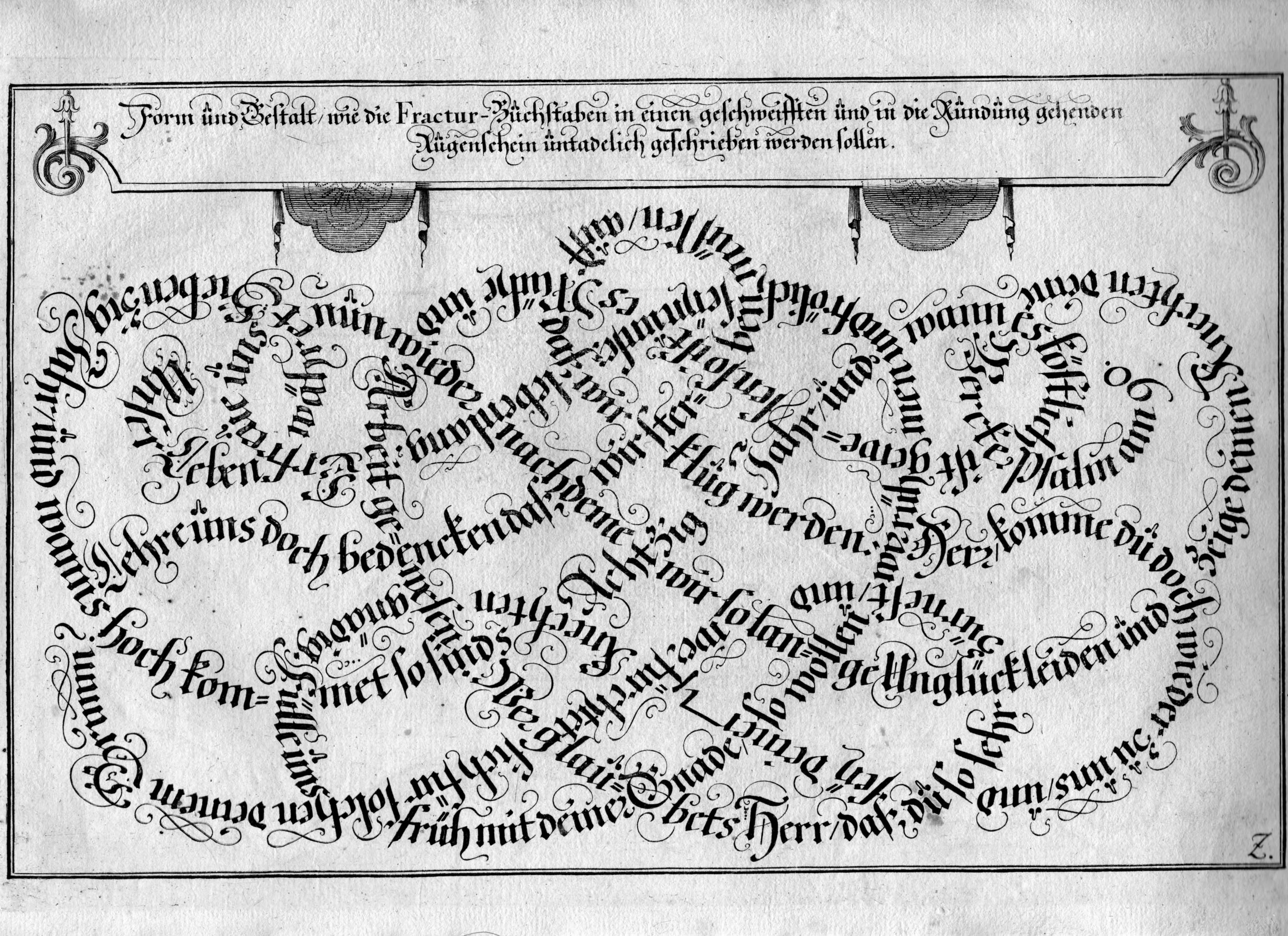
Texte du Psaume 90/10 comme un nœud sans fin.

Le psaume 90 (89 selon la numérotation grecque) est attribué à Moïse. C'est une réflexion sur le temps.
N.B. S’il y a conflit de numérotation des versets entre l’hébreu et le latin, c’est l’original hébreu qui prévaut et la traduction française le suit. Par contre, le latin ne se plie pas à la numérotation affichée. Les numéros de versets s'appliquent au texte latin, mais la traduction est décalée par endroits.

## Texte
| verset | original hébreu                                                                    | traduction française de Louis Segond | Vulgate latine |
| ------ | ---------------------------------------------------------------------------------- | --- | --- |
| 1      | תְּפִלָּה, לְמֹשֶׁה אִישׁ-הָאֱלֹהִים:אֲדֹנָי--מָעוֹן אַתָּה, הָיִיתָ לָּנוּ; בְּדֹר וָדֹר                            | [Prière de Moïse, homme de Dieu.] Seigneur ! tu as été pour nous un refuge, de génération en génération.                                                                                                   | oratio Mosi hominis Dei] Domine refugium tu factus es nobis in generatione et generatione                                                                             |
| 2      | בְּטֶרֶם, הָרִים יֻלָּדוּ-- וַתְּחוֹלֵל אֶרֶץ וְתֵבֵל;וּמֵעוֹלָם עַד-עוֹלָם, אַתָּה אֵל                           | Avant que les montagnes fussent nées, et que tu eusses créé la terre et le monde, d’éternité en éternité tu es Dieu.                                                                                       | priusquam montes fierent et formaretur terra et orbis a saeculo usque in saeculum tu es Deus                                                                          |
| 3      | תָּשֵׁב אֱנוֹשׁ, עַד-דַּכָּא; וַתֹּאמֶר, שׁוּבוּ בְנֵי-אָדָם                                              | Tu fais rentrer les hommes dans la poussière, et tu dis : Fils de l’homme, retournez ! | ne avertas hominem in humilitatem et dixisti convertimini filii hominum                                                                                               |
| 4      | כִּי אֶלֶף שָׁנִים, בְּעֵינֶיךָ-- כְּיוֹם אֶתְמוֹל, כִּי יַעֲבֹר;וְאַשְׁמוּרָה בַלָּיְלָה                            | Car mille ans sont, à tes yeux, comme le jour d’hier, quand il n’est plus, et comme une veille de la nuit.                                                                                                 | quoniam mille anni ante oculos tuos tamquam dies hesterna quae praeteriit et custodia in nocte                                                                        |
| 5      | זְרַמְתָּם, שֵׁנָה יִהְיוּ; בַּבֹּקֶר, כֶּחָצִיר יַחֲלֹף                                                  | Tu les emportes, semblables à un songe, qui, le matin, passe comme l’herbe : | quae pro nihilo habentur eorum anni erunt |
| 6      | בַּבֹּקֶר, יָצִיץ וְחָלָף; לָעֶרֶב, יְמוֹלֵל וְיָבֵשׁ                                                  | Elle fleurit le matin, et elle passe, on la coupe le soir, et elle sèche. | mane sicut herba transeat mane floreat et transeat vespere decidat induret et arescat                                                                                 |
| 7      | כִּי-כָלִינוּ בְאַפֶּךָ; וּבַחֲמָתְךָ נִבְהָלְנוּ                                                       | Nous sommes consumés par ta colère, et ta fureur nous épouvante. | quia defecimus in ira tua et in furore tuo turbati sumus |
| 8      | שת (שַׁתָּה) עֲו‍ֹנֹתֵינוּ לְנֶגְדֶּךָ; עֲלֻמֵנוּ, לִמְאוֹר פָּנֶיךָ                                          | Tu mets devant toi nos iniquités, et à la lumière de ta face nos fautes cachées. | posuisti iniquitates nostras in conspectu tuo saeculum nostrum in inluminatione vultus tui                                                                            |
| 9      | כִּי כָל-יָמֵינוּ, פָּנוּ בְעֶבְרָתֶךָ; כִּלִּינוּ שָׁנֵינוּ כְמוֹ-הֶגֶה                                       | Tous nos jours disparaissent par ton courroux ; nous voyons nos années s’évanouir comme un son. | quoniam omnes dies nostri defecerunt in ira tua defecimus anni nostri sicut aranea meditabantur                                                                       |
| 10     | יְמֵי-שְׁנוֹתֵינוּ בָהֶם שִׁבְעִים שָׁנָה, וְאִם בִּגְבוּרֹת שְׁמוֹנִים שָׁנָה--וְרָהְבָּם, עָמָל וָאָוֶן:כִּי-גָז חִישׁ, וַנָּעֻפָה | Les jours de nos années s’élèvent à soixante-dix ans, et, pour les plus robustes, à quatre-vingts ans ; et l’orgueil qu’ils en tirent n’est que peine et misère, car il passe vite, et nous nous envolons. | dies annorum nostrorum in ipsis septuaginta anni si autem in potentatibus octoginta anni et amplius eorum labor et dolor quoniam supervenit mansuetudo et corripiemur |
| 11     | מִי-יוֹדֵעַ, עֹז אַפֶּךָ; וּכְיִרְאָתְךָ, עֶבְרָתֶךָ                                                    | Qui prend garde à la force de ta colère, et à ton courroux, selon la crainte qui t’est due ? | quis novit potestatem irae tuae et prae timore tuo iram tuam |
| 12     | לִמְנוֹת יָמֵינוּ, כֵּן הוֹדַע; וְנָבִא, לְבַב חָכְמָה                                               | Enseigne-nous à bien compter nos jours, afin que nous appliquions notre cœur à la sagesse. | dinumerare dexteram tuam sic notam fac et conpeditos corde in sapientia                                                                                               |
| 13     | שׁוּבָה יְהוָה, עַד-מָתָי; וְהִנָּחֵם, עַל-עֲבָדֶיךָ                                                 | Reviens, Éternel ! Jusques à quand ?... Aie pitié de tes serviteurs ! | convertere Domine usquequo et deprecabilis esto super servos tuos |
| 14     | שַׂבְּעֵנוּ בַבֹּקֶר חַסְדֶּךָ; וּנְרַנְּנָה וְנִשְׂמְחָה, בְּכָל-יָמֵינוּ                                          | Rassasie-nous chaque matin de ta bonté, et nous serons toute notre vie dans la joie et l’allégresse. | repleti sumus mane misericordia tua et exultavimus et delectati sumus in omnibus diebus nostris                                                                       |
| 15     | שַׂמְּחֵנוּ, כִּימוֹת עִנִּיתָנוּ: שְׁנוֹת, רָאִינוּ רָעָה                                               | Réjouis-nous autant de jours que tu nous as humiliés, autant d’années que nous avons vu le malheur. | laetati sumus pro diebus quibus nos humiliasti annis quibus vidimus mala                                                                                              |
| 16     | יֵרָאֶה אֶל-עֲבָדֶיךָ פָעֳלֶךָ; וַהֲדָרְךָ, עַל-בְּנֵיהֶם                                                | Que ton œuvre se manifeste à tes serviteurs, et ta gloire sur leurs enfants ! | et respice in servos tuos et in opera tua et dirige filios eorum |
| 17     | וִיהִי, נֹעַם אֲדֹנָי אֱלֹהֵינוּ-- עָלֵינוּ:וּמַעֲשֵׂה יָדֵינוּ, כּוֹנְנָה עָלֵינוּ; וּמַעֲשֵׂה יָדֵינוּ, כּוֹנְנֵהוּ        | Que la grâce de l’Éternel, notre Dieu, soit sur nous ! Affermis l’ouvrage de nos mains, oui, affermis l’ouvrage de nos mains !                                                                             | et sit splendor Domini Dei nostri super nos et opera manuum nostrarum dirige super nos et opus manuum nostrarum dirige.                                               |

## Structure et thème du psaume
Ce psaume est une réflexion sur le temps. Il oppose la finitude de la créature à l'infini de son Créateur dans un nouvel aspect : celui du temps. Le Créateur est antérieur à la création (v. 1 à 3). Le temps de Dieu est incommensurable au temps de l'homme (v. 4 à 12). Prière pour que Dieu relève l'homme de sa faiblesse (v. 15 à 17).

## Usages liturgiques

### Dans le judaïsme
- Le Psaume 90 est inclus dans les Pesukei Dezimra du Shabbat, Yom Tov, et de Hoshanna Rabba[4].
- Le Psaume 90 est récité durant le Shabbat Nachamu (le Shabbat après Tisha BeAv)[5].
- Le Verset 17 est récité recited après Motzei Shabbat Maariv[6] et dans le premier paragraphe du Shema au coucher[7].
- Le Psaume 90 est le septième des dix Psaumes dans le  Tikkun HaKlali du rabbin hassidique Nathan de Bratslav.

### Dans le christianisme

#### Dans le rite byzantin
Ce psaume est lu lors de l'apodeipnon.

## Usages profanes
Le poème de Matthias Jochumsson sur lequel est écrit l'hymne d'Islande est une paraphrase de ce psaume.